# Dobratsch
Der Dobratsch oder die Villacher Alpe (slowenisch Dobrač oder Beljaščica) ist ein 2166 m ü. A. hoher Bergstock in Kärnten. Er bildet den östlichen Ausläufer der Gailtaler Alpen und befindet sich unmittelbar westlich der Stadt Villach. Das Gebiet des Dobratsch ist seit 2002 als Naturpark geschützt. Als Modellregion für nachhaltige Entwicklung setzt man von Beginn an auf ein Vier-Säulen-Modell mit den Themen Schutz, Bildung, Erholung und regionale Entwicklung. Ende 2021 wurde für die Weiterentwicklung zum Naturpark Z das Thema Forschung als fünfte Säule ergänzt. Der Naturpark Dobratsch erstreckt sich über eine Fläche von rund 8200 Hektar.

## Lage und Landschaft
Der Dobratsch liegt als Sporn des Drauzugs (Gailtaler Alpen) über dem Zusammenfluss von Drau und Gail.

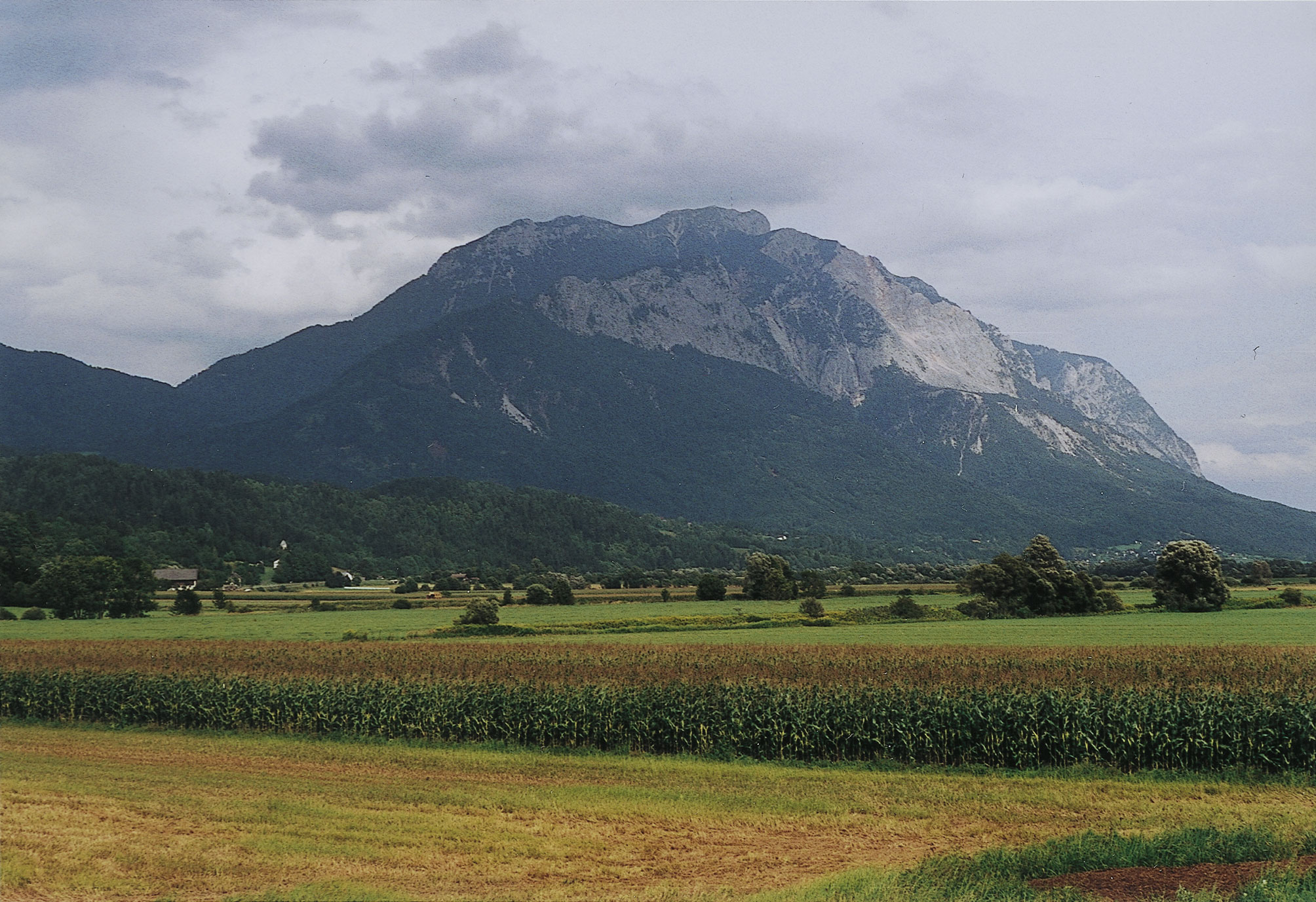
Westseite des Dobratsch vom Gailtal gesehen
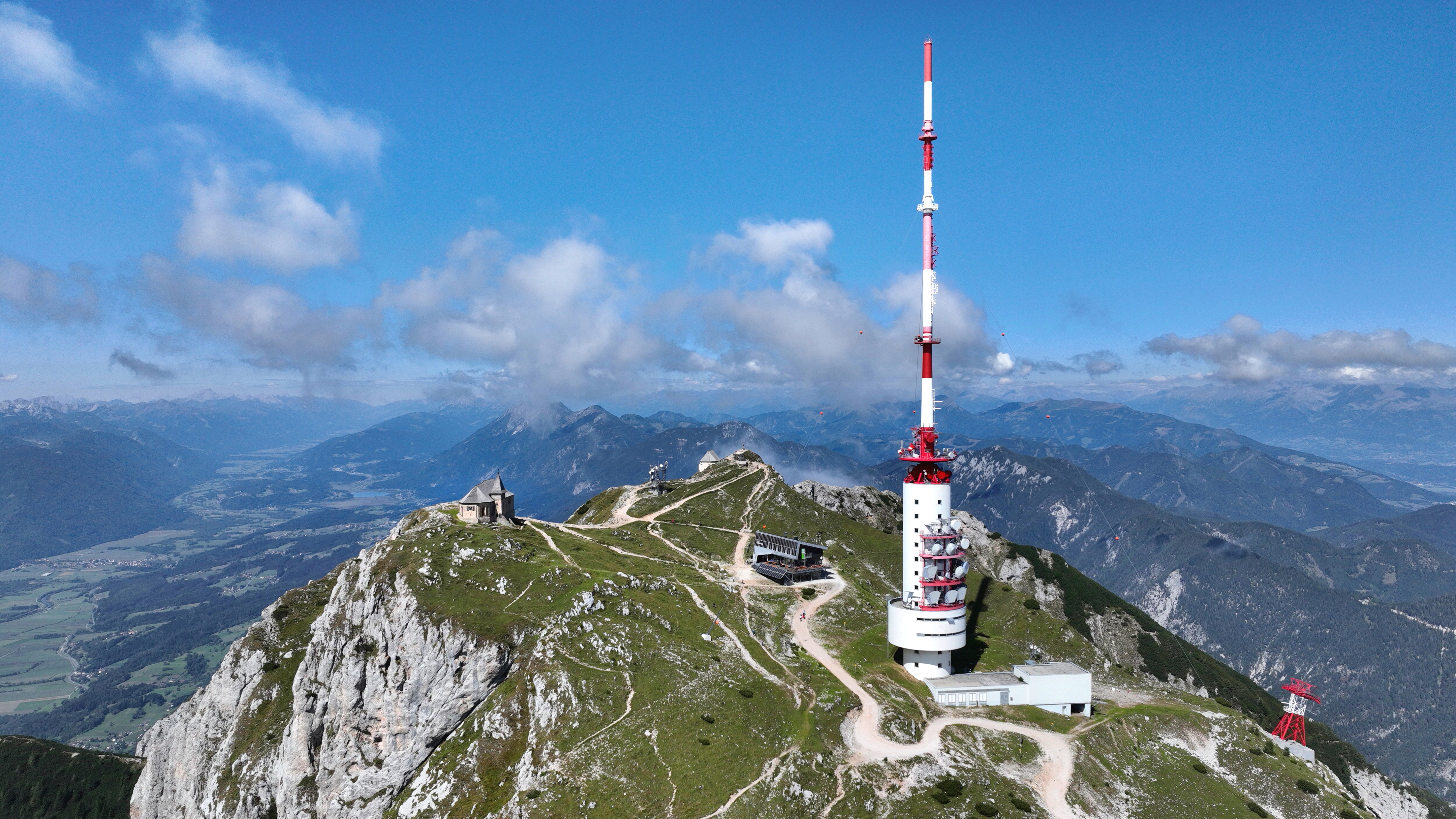
Gipfelareal mit Seilbahnbergstation, Sender Dobratsch, Gipfelhaus (2010), Kapelle; hinten Gipfelkreuz (2022)
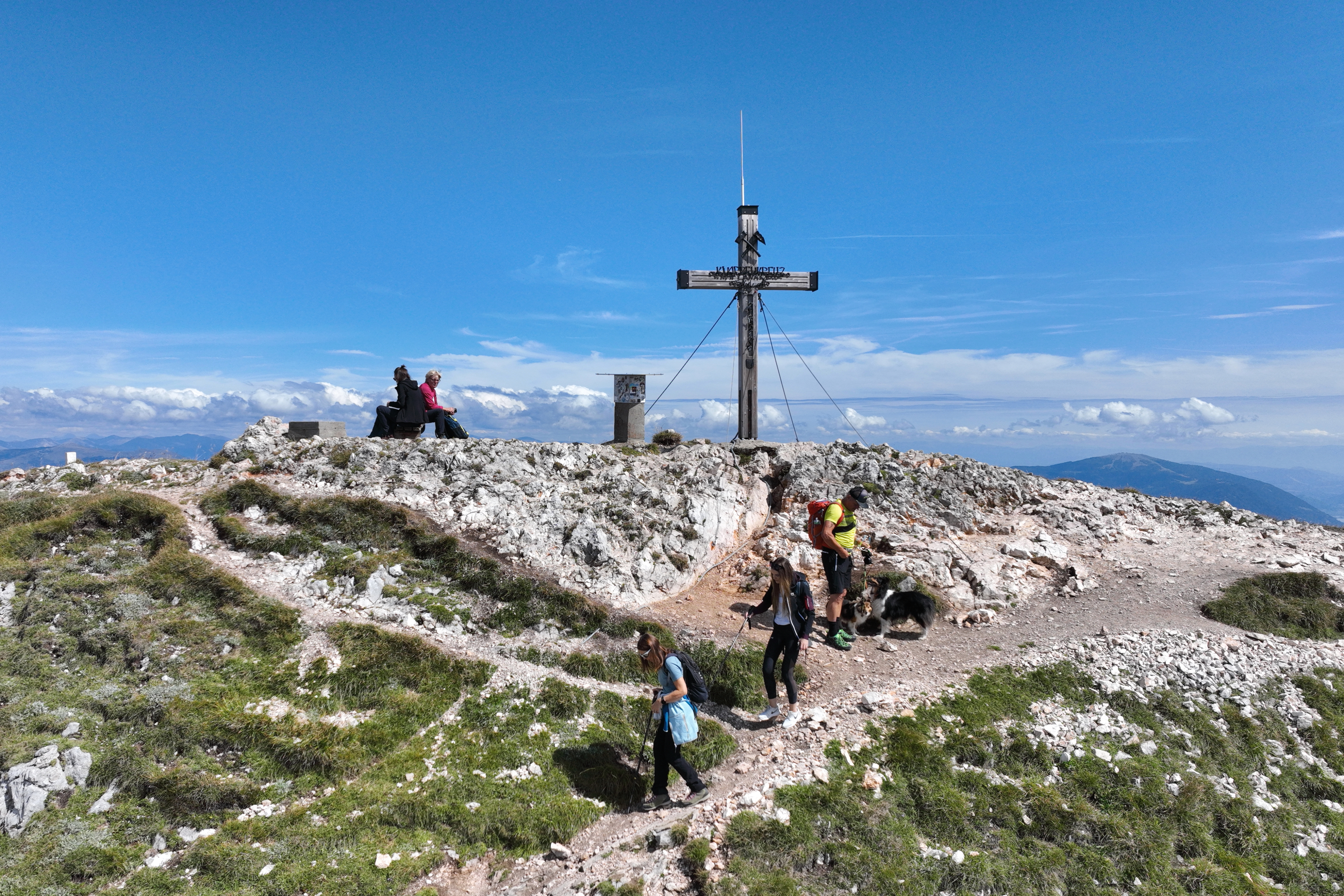
Gipfelkreuz am Dobratsch: 2020 nach Blitzschlag erneuertes Knappenkreuz[5] (2022)
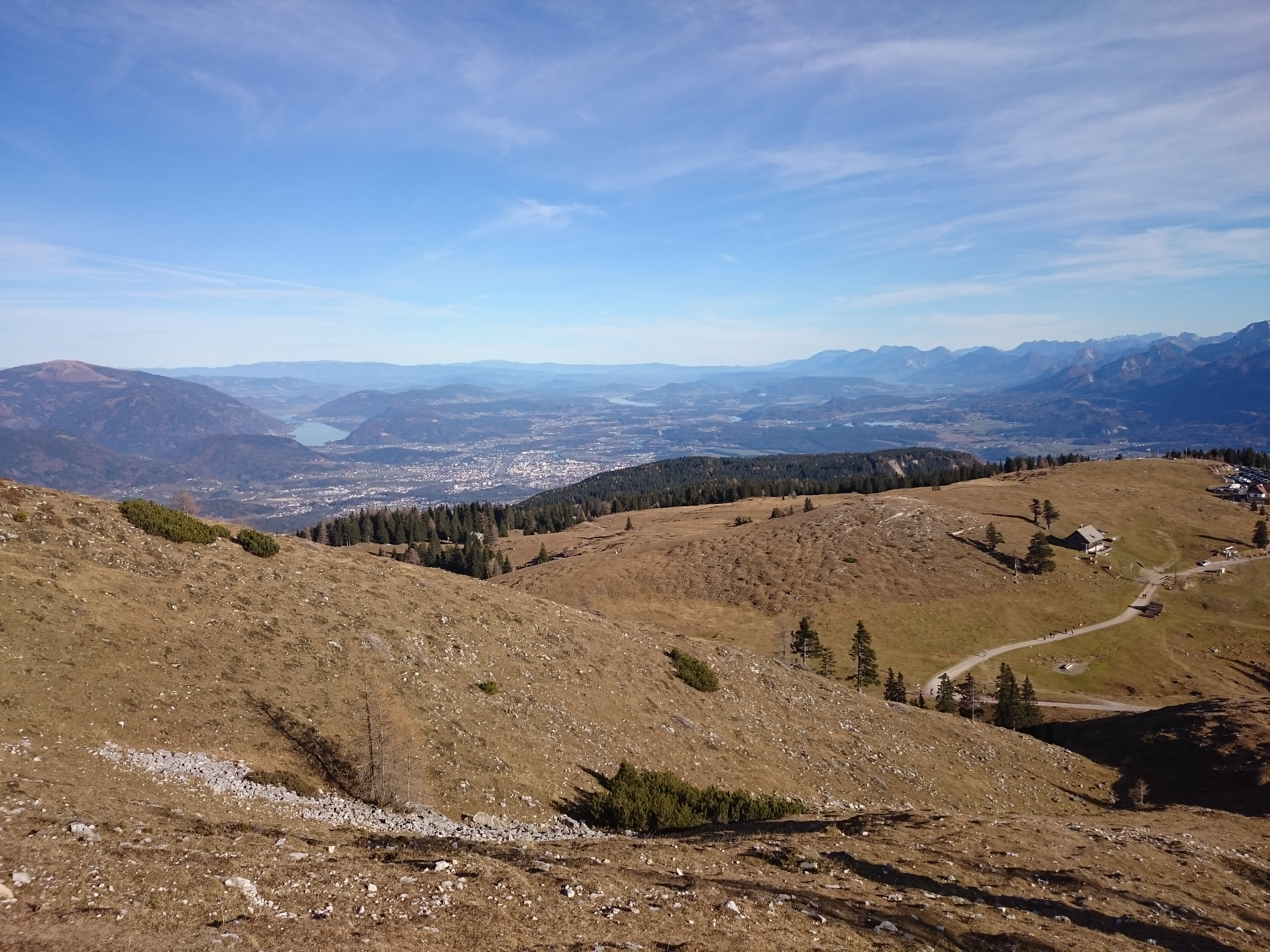
Ausblick über Unterkärnten

### Umgrenzung und Gliederung
Nach der Österreichischen Gebirgsgruppengliederung nach Trimmel trägt die Gruppe Villacher Alpen die Nummer 3740, als Teil der Gailtaler Alpen (Trimmel 3700, AVE 56, auch Drauzug genannt) und umgrenzt sich folgendermaßen:
- im Süden Nötsch – Gail bis Mündung (bei Villach) zu den Karawanken
- im Nordosten Drau aufwärts bis Gummern zum Nockgebirge
- im Norden und Westen: Weißenbach über Mittewald – Bad Bleiberg bis Kreuth – Nötschbach bis Nötsch zur Graslitzengruppe der Gailtaler Alpen (Schwandnock, Kowesnock)

Dabei wird der Dobratsch (Nummer 3741) im eigentlichen Sinne von den östlichen Vorbergen, dem Pungart (Nummer 3742), abgegrenzt, die Trennungslinie verläuft (N–S):
Gail westlich Oberschütt – Wabenriedel – Fellachbach – Heiligengeist – Mittewald am Weißenbach

## Schutzhaus, Wetterbeobachtung
Das neue Gipfelhaus des ÖAV aus 2010 ersetzt das 1810 errichtete und wiederholt modifizierte Schutzhaus, das ab 1921 Ludwig-Walter-Haus hieß.
1921 wurde eine „Wetterbeobachtungstation“ unweit des Gipfels eingerichtet.

## Geologie
Das Dobratsch-Massiv gehört zur geologischen Einheit des Drauzuges. Es wird auf allen Seiten von Störungen begrenzt: im Süden (Gailtal) von der Periadriatischen Naht, im Norden von einer das Bleiberger Tal entlangziehenden Störung. Nach Westen sind die Gesteine des Dobratsch-Massivs vermutlich tektonisch auf die Gesteine des Karbon von Nötsch aufgeschoben. Nach Osten sind die Gesteine entlang von ungefähr Nord-Süd verlaufenden Störungen treppenartig gegen das Villacher Becken abgesenkt und werden schließlich von der Drautal-Störung schräg abgeschnitten.
Das Dobratsch-Massiv besteht aus zwei übereinanderliegenden Decken: Dobratsch-Gipfelscholle und Dobratsch-Basisdecke. Durch die Dobratsch-Überschiebung kommt es zu einer Schichtwiederholung ab dem Alpinen Muschelkalk. Die Basisdecke besteht aus einer Schichtenfolge, die von den Grödner Schichten bis zu den Raibler Schichten reicht, die Gipfelscholle besteht aus Alpinem Muschelkalk, Buntkalken und vor allem Wettersteinkalk, untergeordnet aus Raibler Schichten und Hauptdolomit. Die Sedimentgesteine liegen mit einer tektonischen Grenze auf Gailtalkristallin.
Die besondere Bedeutung des Dobratsch-Massivs liegt darin, dass die Gesteine der Trias (Erdmittelalter), vor allem der Mitteltrias, deutliche Unterschiede zum übrigen Drauzug (Gailtaler Alpen) aufweisen, jedoch starke Anklänge an die südalpine Trias der Karawanken zeigen.

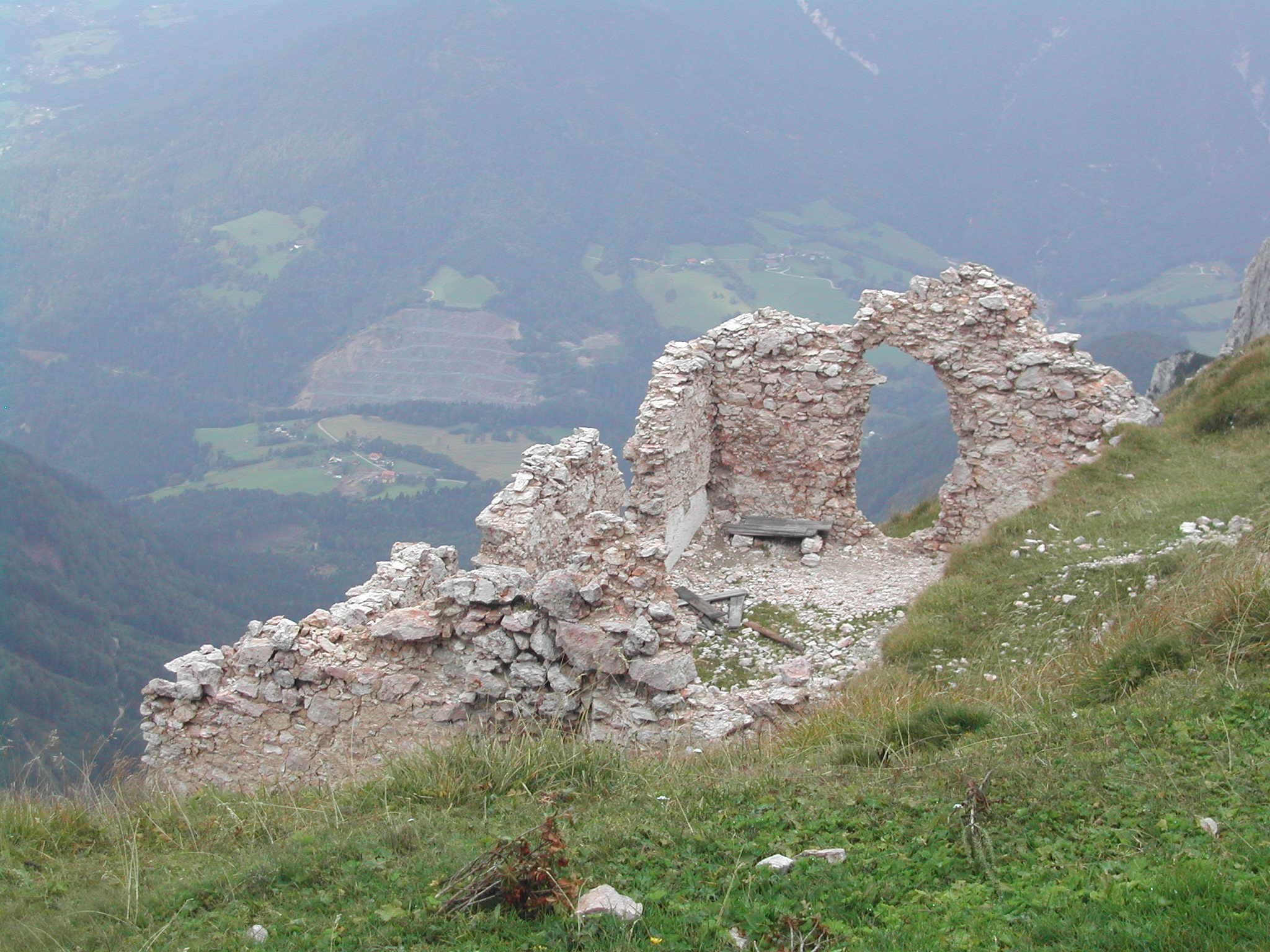
Ruine am Dobratsch

Am Südabfall des Dobratsch-Massivs, vor allem im Bereich der Schütt, sind die Gesteine bis hinauf zum Wandfuß häufig durch Bergsturzmaterial und Hangschutt verdeckt. Nur vereinzelt, vor allem im Bereich von Rinnen und Murgängen, kommen die Festgesteine zum Vorschein. Im Talbereich überlagern die Bergsturzmassen die eiszeitlichen Lockersedimente der Gail.

### Dobratsch-Bergstürze
Der Dobratsch-Stock war mindestens zweimal Schauplatz eines großen Bergsturzes:
- In prähistorischer Zeit stürzten etwa 900 Mio. m³ (= 0,9 km³) Gesteinsmassen von der südöstlichen Flanke des Berges in das Gailtal. Dort bedecken sie eine Fläche von etwa 24 km².
- Am 25. Jänner 1348 stürzten an der gleichen Stelle, ausgelöst durch ein Erdbeben in Friaul, etwa 150 Mio. m³ ins Tal. Nach historischen Quellen sollen 17 Dörfer verschüttet worden sein. Die Bergsturzmassen fielen jedoch auf das unbesiedelte Gebiet älterer Bergstürze.

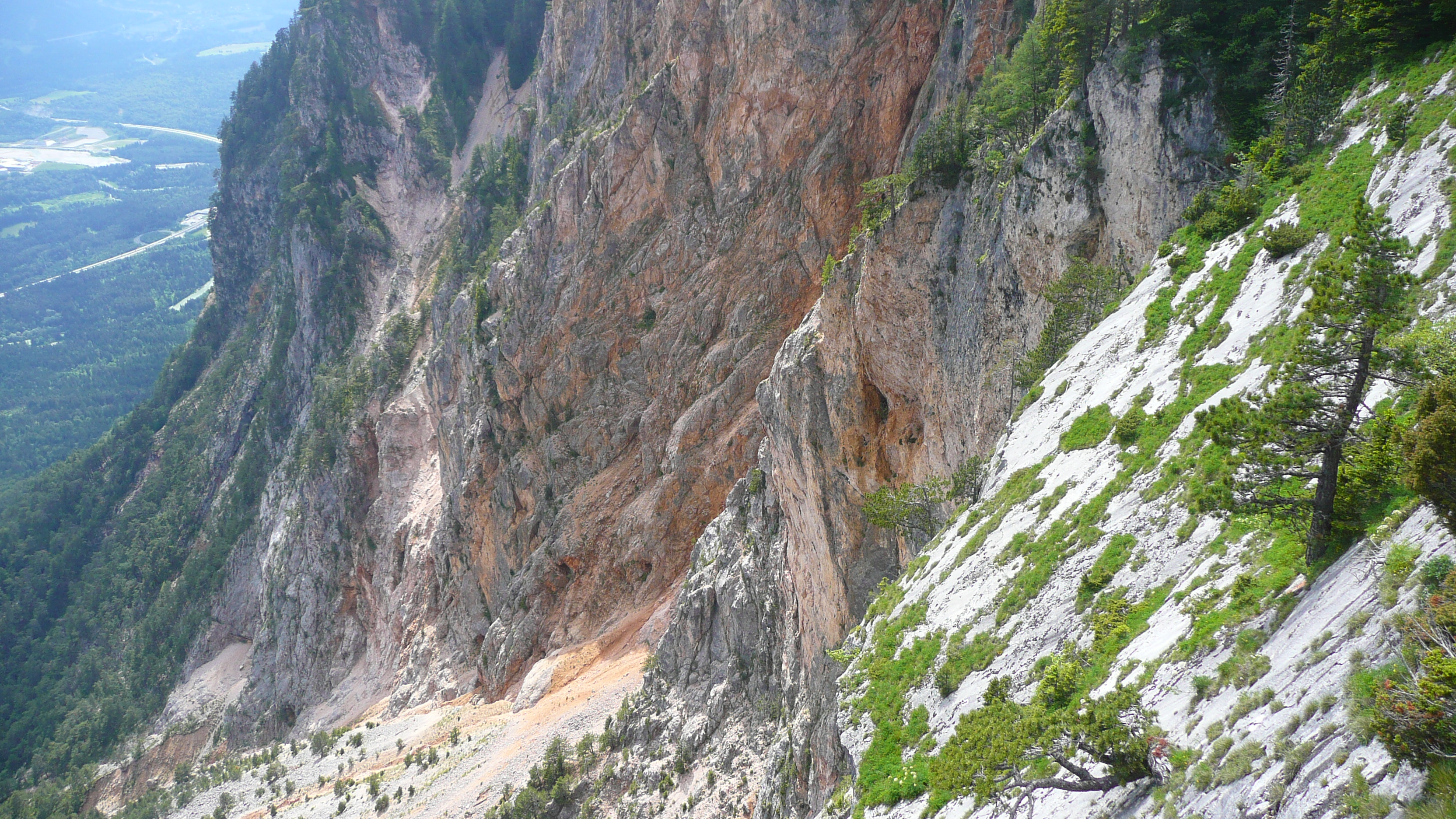
Bergsturzgebiet Rote Wand

Durch den Rückstau der Gail, der einen etwa drei Kilometer langen See entstehen ließ, mussten allerdings zwei Dörfer aufgegeben werden. Die letzten Reste des Sees verschwanden erst im 18. Jahrhundert. Dieser Bergsturz ist vermutlich auch durch das feuchte Wetter im Jahr davor und den schneereichen Winter unterstützt worden. Durch die große Feuchtigkeit wurde das Material gelockert, so dass das Erdbeben zum Auslöser der Katastrophe wurde.
Das Abbruchgebiet am Berg ist heute als Rote Wand bekannt; das Ablagerungsgebiet trägt den Namen Die Schütt und steht unter Naturschutz.
- In der Nacht vom 16. auf den 17. Jänner 2015 stürzten ca. 1500 m³ Gestein aus der Roten Wand auf den darunterliegenden Wald. Die Abbruchstelle und der neue Schuttkegel sind von der Aussichtsplattform Rote Wand nahe dem Alpengarten aus gut zu sehen.

## Höhlen
Das Dobratsch-Massiv aus Kalkgestein zählt zu den Gebieten in Kärnten, in denen man auf engstem Raum die meisten Höhlen und Schächte finden kann. Rund 200 sind in den vergangenen Jahrzehnten entdeckt, aber bei Weitem nicht zur Gänze erforscht worden.
Im Jahr 1924 wurde auf dem Dobratsch die allererste Schauhöhle Kärntens für Einheimische und Touristen geöffnet. Sie konnten damals über wacklige Eisenleitern in einige der bis zu 130 Meter tiefen und teilweise untereinander verbundenen Naturschächte klettern. Wegen der damit verbundenen Risiken wurde der Betrieb rasch wieder eingestellt. Heute ist das Gelände gesperrt. Für Besucher besteht Lebensgefahr.
Zu den großen Rätseln des Dobratsch gehört die angeblich 1,7 Kilometer lange „Bamberger Höhle“ voller Tropfsteine, von der im Jahr 1943 erste Berichte auftauchen. Lanciert wurden sie vom streitbaren Villacher Höhlenforscher Oskar Hossé. Er stand damals im Konflikt mit Grundbesitzern in Warmbad. Obwohl es dabei um eine andere Höhle, das Eggerloch, ging, weigerte er sich, den Zugang zur „Bamberger Höhle“ bekannt zu geben. Hossé nahm sein Wissen mit ins Grab. Er starb 1954.
Im Dezember 2018 wurde bekannt, dass die Villacher Höhlenforscher Martin Friedl und Günter Faul im Dobratsch eine bis dahin unbekannte 450 Meter lange Tropfsteinhöhle entdeckt haben. Sie könnte Teil der gesuchten „Bamberger Höhle“ sein.

## Bergbau
Aus der frühen Neuzeit ist ein Abbau von Kupfererz in der Schütt bekannt, das in der Fuggerau verhüttet wurde.

## Tourismus und Erschließung

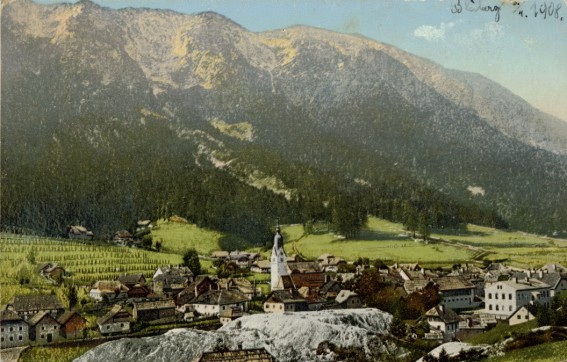
Bad Bleiberg um das Jahr 1908 gegen Süden mit dem Dobratsch im Hintergrund

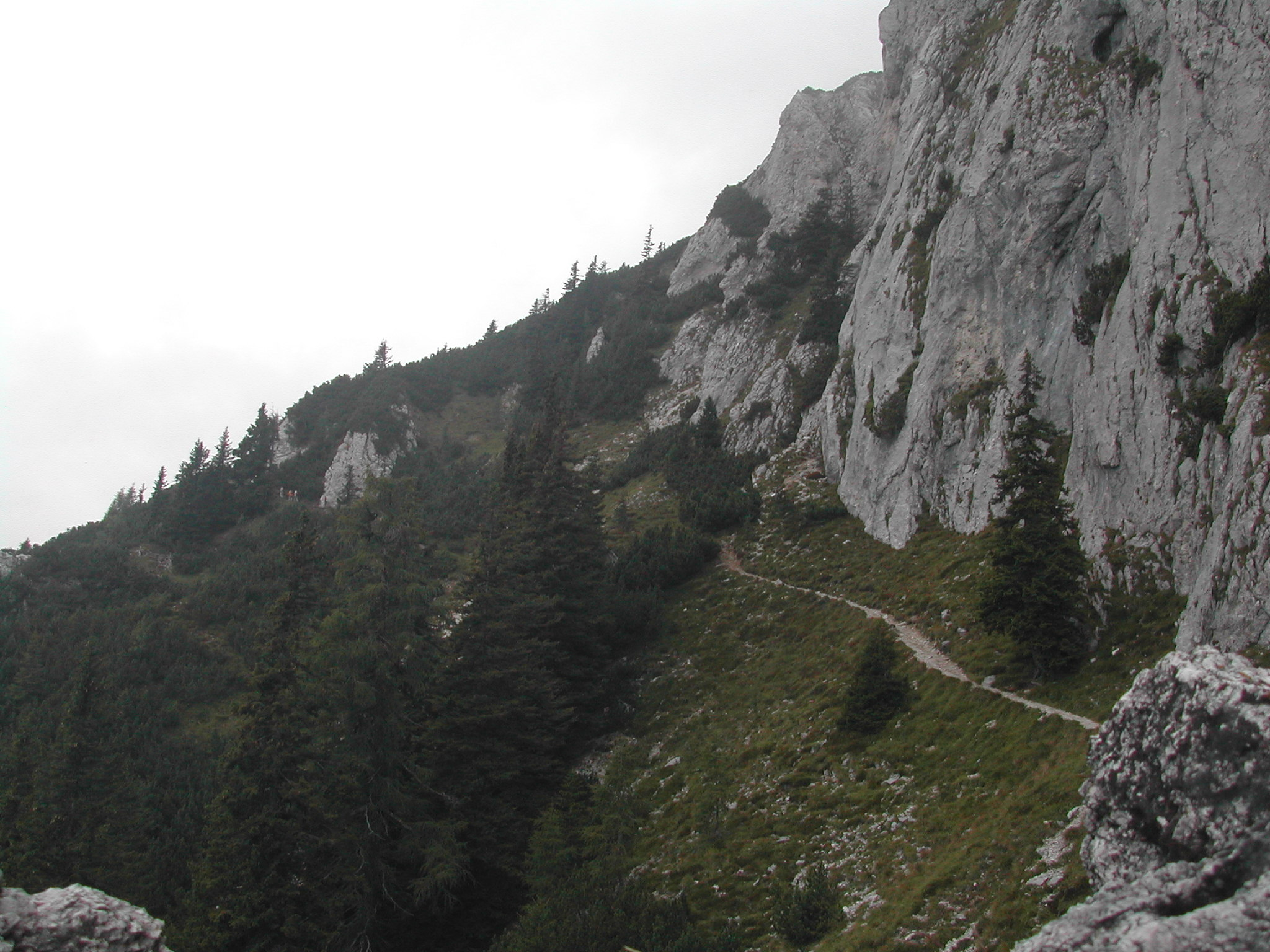
Der Jägersteig

### Villacher Alpenstraße
Von Villach führt die Villacher Alpenstraße, vulgo auch Dobratschstraße, 16,5 km nach Norden bergwärts bis auf 1732 m Höhe. Die Straße ist ganzjährig tagsüber geöffnet, für Kfz in der Zeit von Mitte April bis Mitte November mautpflichtig und weist 11 Parkplätze auf. Um den Autoverkehr im Naturpark zu reduzieren, wird seit November 2021 in der Wintersaison auf den Parkplätzen 6, 7, 8, 9, 10 und 11 eine Parkgebühr von 0,90 Cent pro halber Stunde eingehoben. Als Alternative steht ein regelmäßiges Busangebot, der Naturparkshuttle, zur Verfügung.

### Wanderwege
Der Berg ist durch zahlreiche Wanderwege erschlossen. Die bekanntesten und oft benützten sind:
- Der Weg 291 wird am häufigsten benutzt und führt von der Rosstratte (Ende der Villacher Alpenstraße) auf einem Wirtschaftsweg bis zur Sendeanlage. Der Weg ist bis auf den unteren Teil flach und auch für unerfahrene Wanderer geeignet.[13]
- Der Weg 294, auch Jägersteig genannt, führt ebenfalls von der Rosstratte zum Gipfel, jedoch größtenteils direkt am steilen Südabfall des Berges entlang. Anfangs verläuft der Weg entlang dem Weg 291, dann über eine Almwiese zur Aussichtsplattform Gams- und Gipfelblick, von der sich ein sehr guter Ausblick ins Untere Gailtal, auf die Karawanken und zum Dobratschgipfel bietet. Im weiteren Verlauf ist der Weg eng und erfordert Trittsicherheit.
- Die Villacher Alpe wird auch vom Gailtaler Höhenweg (GHW) und dem Julius Kugy Alpine Trail, Etappe 29 und 30 (ÖAV/Landesverband Kärnten)[14][15] von West nach Ost überquert.

Am Hauptgipfel im westlichen Teil befindet sich das Dobratsch-Gipfelhaus, ehemals Ludwig-Walter-Haus, der Sektion Villach des Österreichischen Alpenvereins. Es ist nach der Neuerrichtung seit 20. Dezember 2010 wieder in Betrieb. Der östliche Teil rund um den Gipfel des Zehnernock ist seit 1961 durch eine Alpenstraße erschlossen. Bis 2002 befand sich hier ein kleines Skigebiet, das allerdings zum Schutz von Natur und Wasser aufgelassen wurde.
Dem Berg entspringen mehrere thermische Quellen, die in Villach für Thermalbäder genützt werden.

### Aktivitäten im Winter

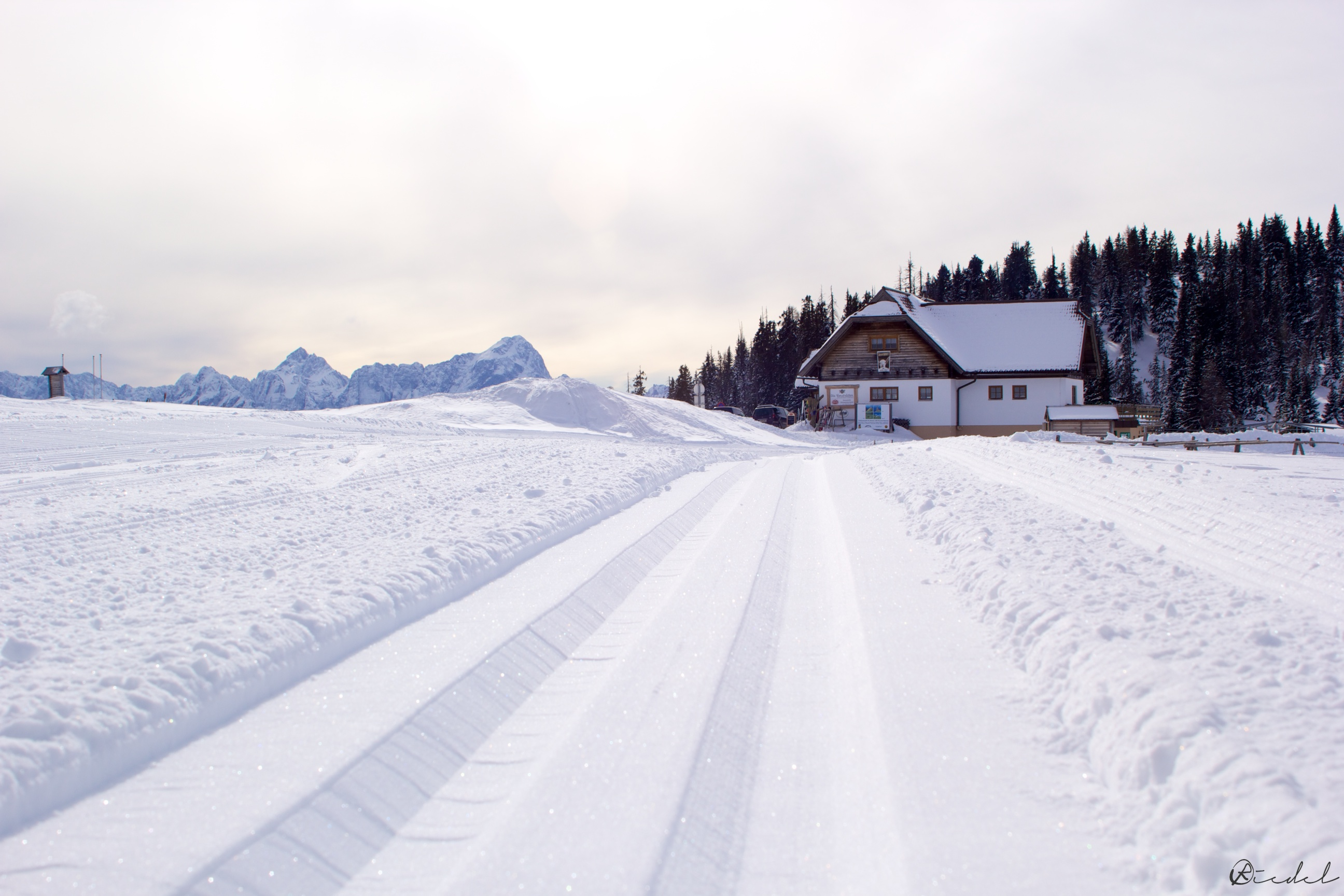
Panoramaloipe Rosstratte mit Blick auf Die Rosstratten und Julische Alpen

Der Naturpark Dobratsch bietet trotz der Schließung des einstigen Skigebietes eine Fülle an attraktiven Freizeitgestaltungsmöglichkeiten im Winter:
- Rodelhügel Rosstratte
- Höhenloipe Rosstratte (Panoramaloipe leichten bis mittleren Schwierigkeitsgrades; Einstieg Rosstratte)
- Loipe Alpengarten (Waldloipe mittleren Schwierigkeitsgrades; Einstieg Parkplatz Alpengarten)
- Loipe Alpen Arena (FIS homologierte Loipe in der Villacher Alpen Arena in Möltschach)
- präparierte Wanderwege
- Schneeschuhwandern
- Schitouren
- weitläufiges Gelände zum Snow-Kiten
- geführte Wanderung

### Gaststätten

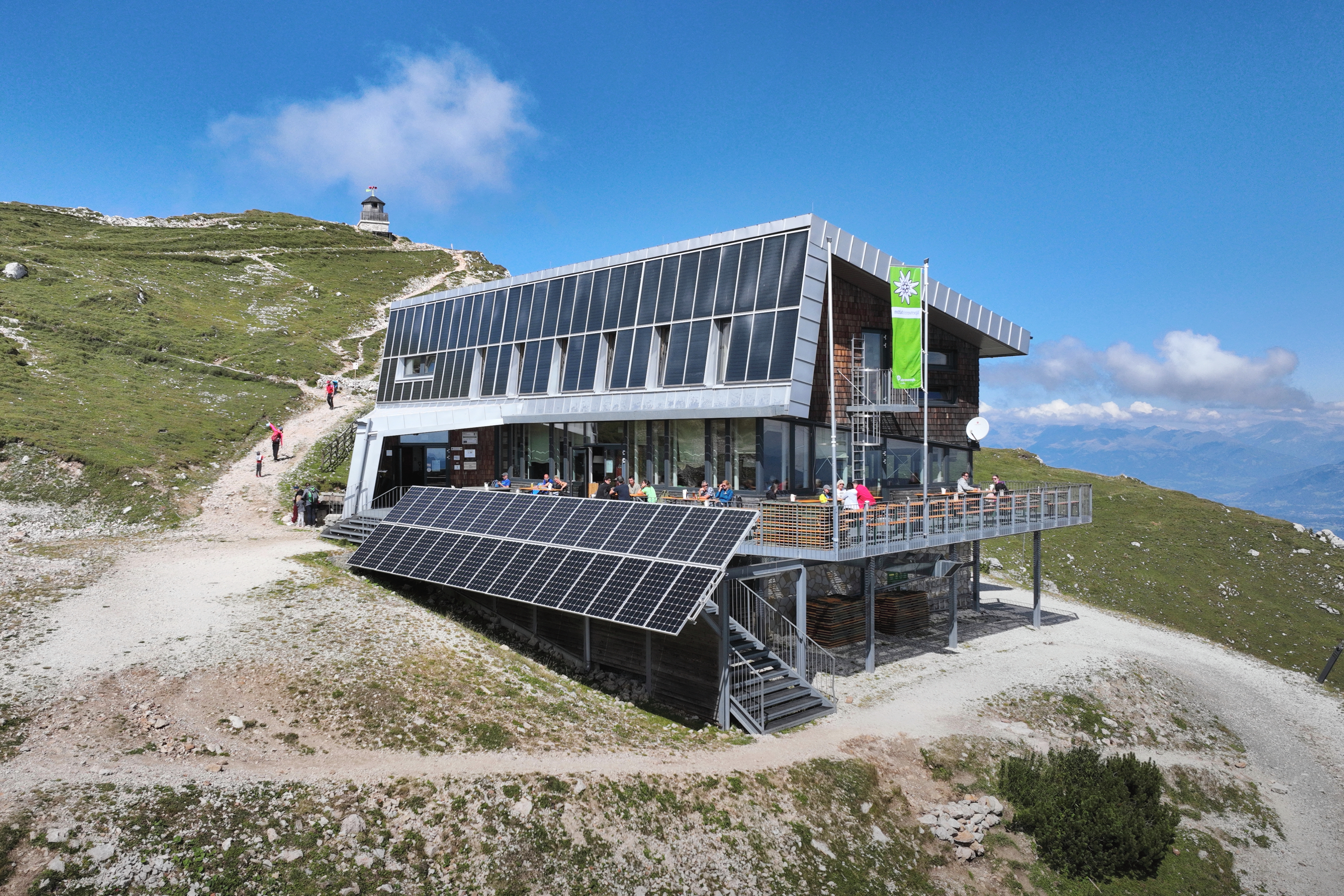
Südostansicht des Dobratsch-Gipfelhauses

- Gipfelhaus (2143 m)
- Die Rosstratten (1732 m)
- Aichingerhütte
- Hundsmarhof

## Sendeturm Dobratsch
Auf dem Dobratsch steht der Sender Dobratsch für UKW, Fernsehen (DVB-T) und Richtfunk. Als Antennenturm kommt ein im Jahr 1971 errichteter 165 Meter hoher Hybridturm zum Einsatz, der aus einem Betonturm besteht, auf dessen Spitze ein abgespannter Stahlrohrmast aufgesetzt ist.
Er ist ein Grundnetzsender der Österreichische Rundfunksender GmbH (ORS) und ist in Kärnten, der Südsteiermark sowie im Kanaltal in Italien empfangbar. Zusätzlich versorgt er auch das Gebiet zwischen Jesenice und Ljubljana in Slowenien.

## Bergkapellen

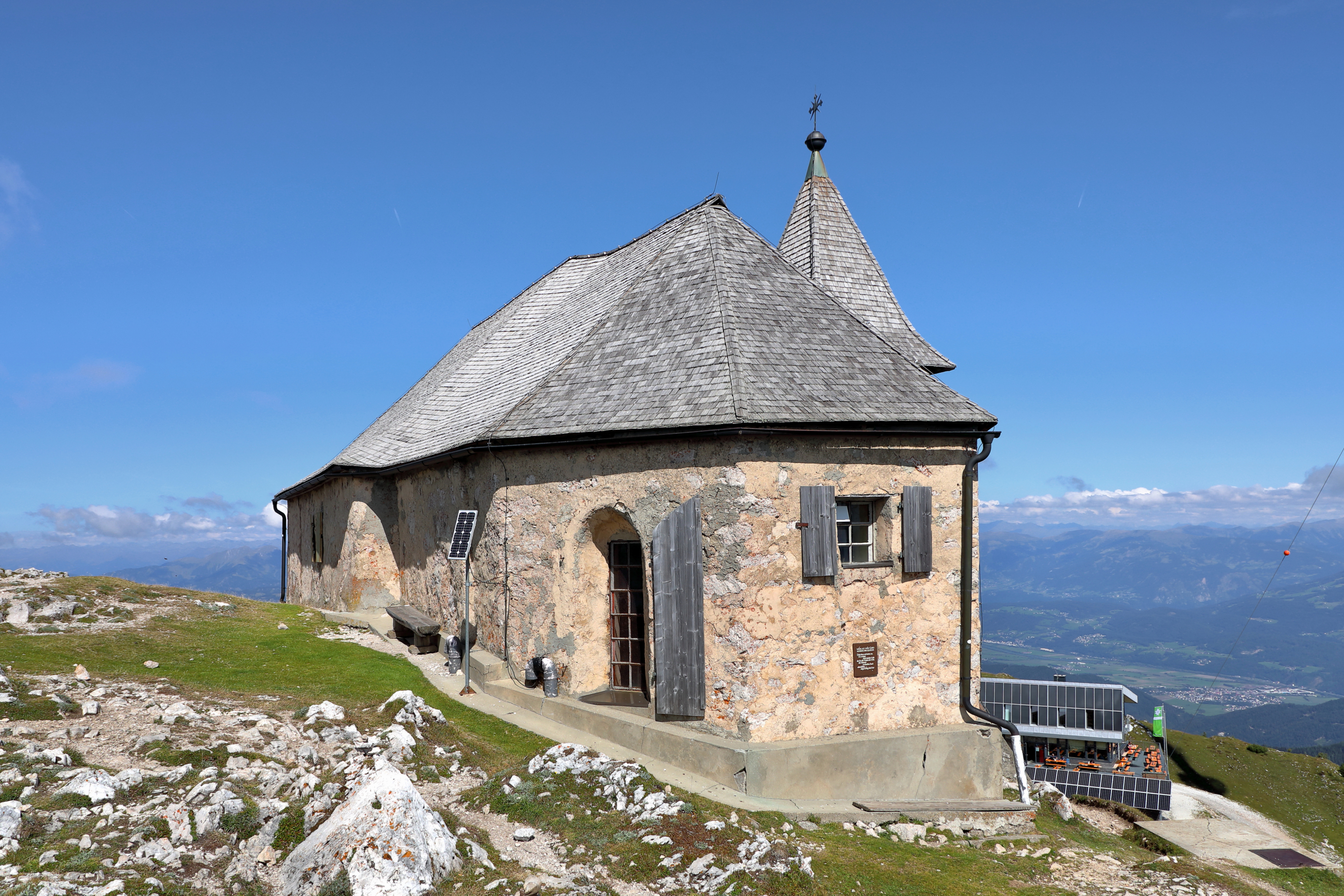
Kapelle Maria am Stein (Deutsche Kapelle)

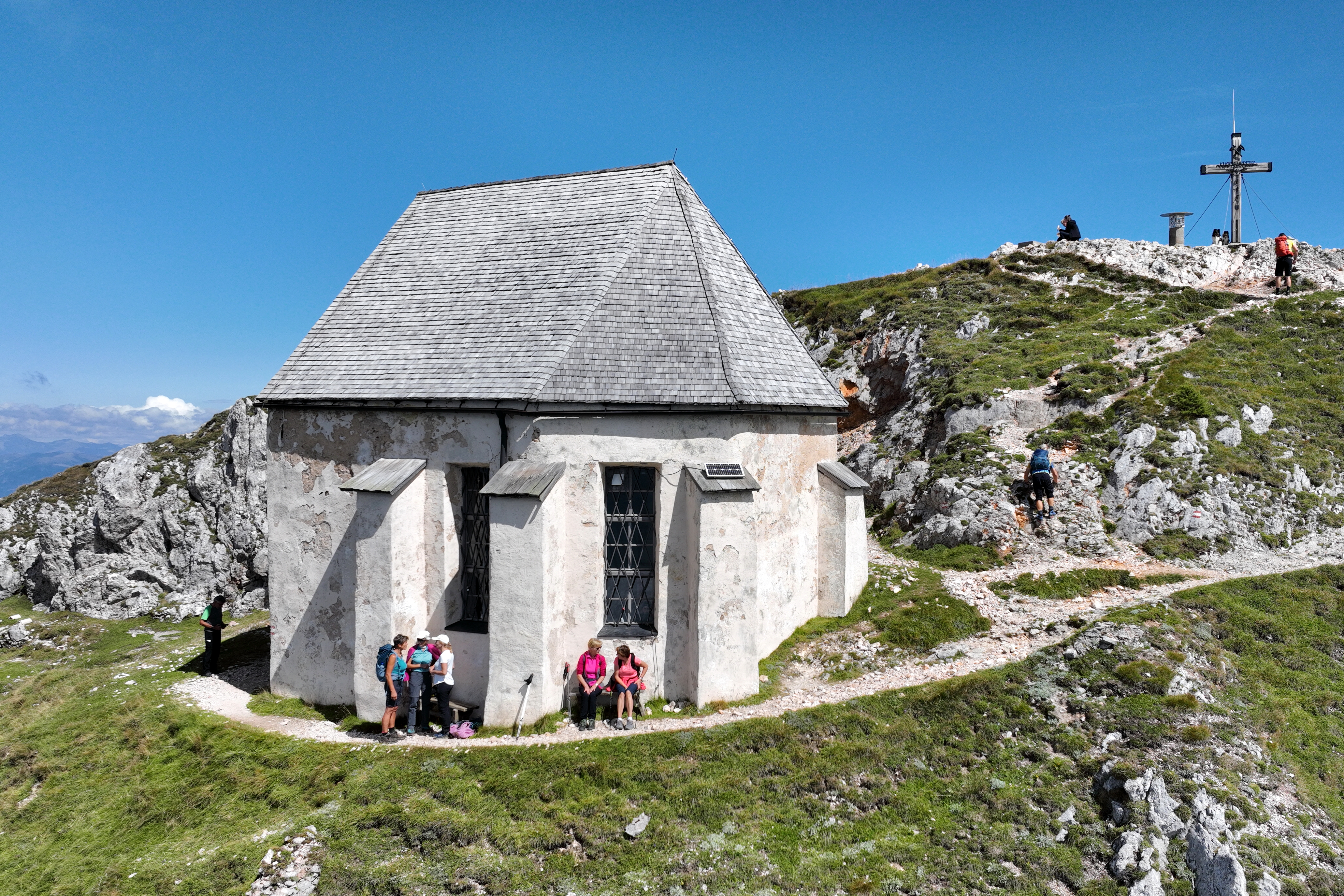
Windische Kapelle nächst Gipfel

Die Kirche Maria am Stein, auch Deutsche Kapelle genannt, liegt oberhalb des Dobratsch Gipfelhauses knapp vor dem Abbruch in die Bösen Gräben. Diese im Jahr 1692 erbaute Kirche ist die höchstgelegene unter den alten Bergkirchen der Ostalpen  (ca. 2150 m – Maria Heimsuchung auf der Zugspitze, erbaut im Jahr 1981, liegt ca. 2600 m hoch). Die Kirche wurde von Knappen aus Bleiberg-Kreuth und Bauern aus den Dörfern westlich von Villach errichtet und am 15. August 1693 eingeweiht. Der Überlieferung nach soll an dieser Stelle die Muttergottes einem Hirten in Not erschienen sein, auf einem Stein sitzend und einen Hirtenstab in der Hand. Zum Gedenken an diese wundersame Begebenheit wurde die Kapelle auf der Alm beym heiligen Stain errichtet.
Etwa 300 Meter weiter westlich ließ eine Frau Semmler, Besitzerin auf Wasserleonburg, ebenfalls eine Kapelle errichten. Ihr taubstummer Sohn wurde aufgrund der Fürsprache der Gottesmutter geheilt und sie löste damit ihr Gelübde ein. Diese Kirche ist als Windische Kapelle bekannt.

## Sonstiges
Am 12. Oktober 2017 stürzte ein mit einer Person besetzter Pkw nahe der Dobratsch-Aussichtsplattform im Bereich der Schütt 150 m über die Dobratsch-Steilwand in die Tiefe und rutschte weitere 150 m ab. Der Insasse wurde aus dem Fahrzeug geschleudert und kam ums Leben.
Nachdem am 11. Mai 2019 bei der Polizei in Arnoldstein die Nachricht eingegangen war, dass seit rund einer Woche ein verwaistes Fahrzeug auf einem Parkplatz der Alpenstraße beim Dobratsch stehe, wurde ein Suchflug mit einem Hubschrauber eingeleitet, um den Besitzer des Fahrzeuges zu finden. Da dieser Flug vorerst ohne Erfolg blieb, wurde am darauffolgenden Tag bei einem weiteren Hubschrauberflug eine Leiche in unwegsamem Gelände an der Dobratschsüdwand bei der Roten Wand entdeckt. Diese wurde nach dem Aufstieg der Bergrettung geborgen. Am nächsten Tag wurde bekannt, dass es sich bei der Leiche um den international tätigen österreichischen Fotografen Robert Essl, der erst kurz davor nach Villach gezogen war, handle. Laut Medienberichten dürfte er rund 200 Meter abgestürzt sein.